# Alfredo Valenzuela Puelma

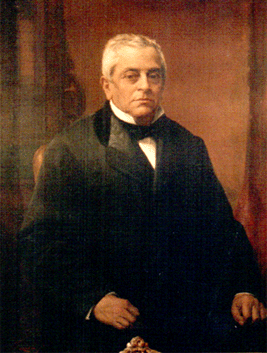
Retrato del expresidente Manuel Montt; fue expuesto en la sala de sesiones de la Universidad de Chile en 1881.

Alfredo Valenzuela Puelma (Valparaíso, Chile; 8 de febrero de 1856-Villejuif, Francia; 27 de octubre de 1909) fue un pintor chileno, pionero en pintar desnudos en el país. Miembro de la generación de los grandes maestros de la pintura chilena junto con Pedro Lira, Juan Francisco González y Alberto Valenzuela Llanos, dentro de los cuatro es considerado como el que mejor representa la perfección formal, en base al academicismo imperante en la época.
Entre sus discípulos y amigos se encuentra Alfredo Helsby, con el que compartía sus conocimientos su interés por las fuerzas ocultas de la naturaleza, el pintor inglés Thomas Somerscales y Juan Francisco González.
Valenzuela Puelma es calificado por historiadores y contemporáneos como un artista incomprendido de carácter temperamental, de tendencias anticlericales y conflictivo políticamente hablando, lo que en vida le valió variados problemas. Su reconocimiento como artista solo se dio en el Viejo Continente puesto que Chile sus obras más famosas fueron criticadas por los miembros más conservadores de la sociedad como así también por la iglesia y los grupos feministas. Tales fueron los casos de los óleos La ninfa de las cerezas y La perla del mercader.

## Biografía
Valenzuela Puelma nació en la ciudad de Valparaíso, hijo de padres santiaguinos que pasaban las vacaciones en el sector. Su talento fue temprano, según el historiador de arte Ricardo Bindis: "Puelma comenzó a pintar desde una temprana edad y ya a los diez años había pintado su primer cuadro con pinceles hechos por él mismo".
Estudió en la Academia de pintura siendo alumno destacado de Ernesto Kirchbach y luego de Giovanni Mochi. Alfredo Valenzuela Puelma no era bueno recibiendo críticas, prefería mejorar de manera personal según decía el mismo autor. Onofre Jarpa, pintor que estudió durante su adolescencia junto a Puelma, lo recuerda como un joven de una seriedad poco habitual para su edad.
Valenzuela Puelma se autodenominaba anticlerical, muy de acuerdo con las leyes laicas y las reformas de la república liberal, propias del Chile de mediados de siglo XIX. Sus opiniones se manifestaban en diarios y críticas literarias, con puntos de vista controversiales; gustaba interpretar párrafos de la Biblia y citarlos en sus ejemplos. Desde pequeño aprendió a tocar el piano, lo que lo mantenía ocupado y llegó a ser su segunda opción de trabajo, para la cual compuso varias canciones; sin embargo, escogió finalmente la pintura. También durante un tiempo intentó la carrera de medicina, pero desistió más tarde.
Sus habilidades rápidamente le ganaron elogios, no solo de sus propios compañeros, sino también, de sus maestros. Pedro Lira, en cambio, trataba al joven pintor como trastornado. Su primer logro como artista se dio en 1877 cuando obtuvo la medalla de oro por su lienzo Diego de Almagro en su prisión. Al año siguiente, volvió a triunfar con Jesús y Santo Tomás. 
Aparentemente, Puelma nunca quiso enseñar en la Academia de pintura, pero interesado en su crecimiento personal, luchó encarecidamente por una beca que lo llevara a París. Tuvo éxito desde temprano y ya en 1881, a los 25 años, compuso retratos para personajes importantes de la época, como el expresidente chileno Manuel Montt. Se casó durante ese periodo con Carlina Garrido y el mismo año consiguió una beca de pensión anual para viajar a Europa.

### Primer viaje a Europa

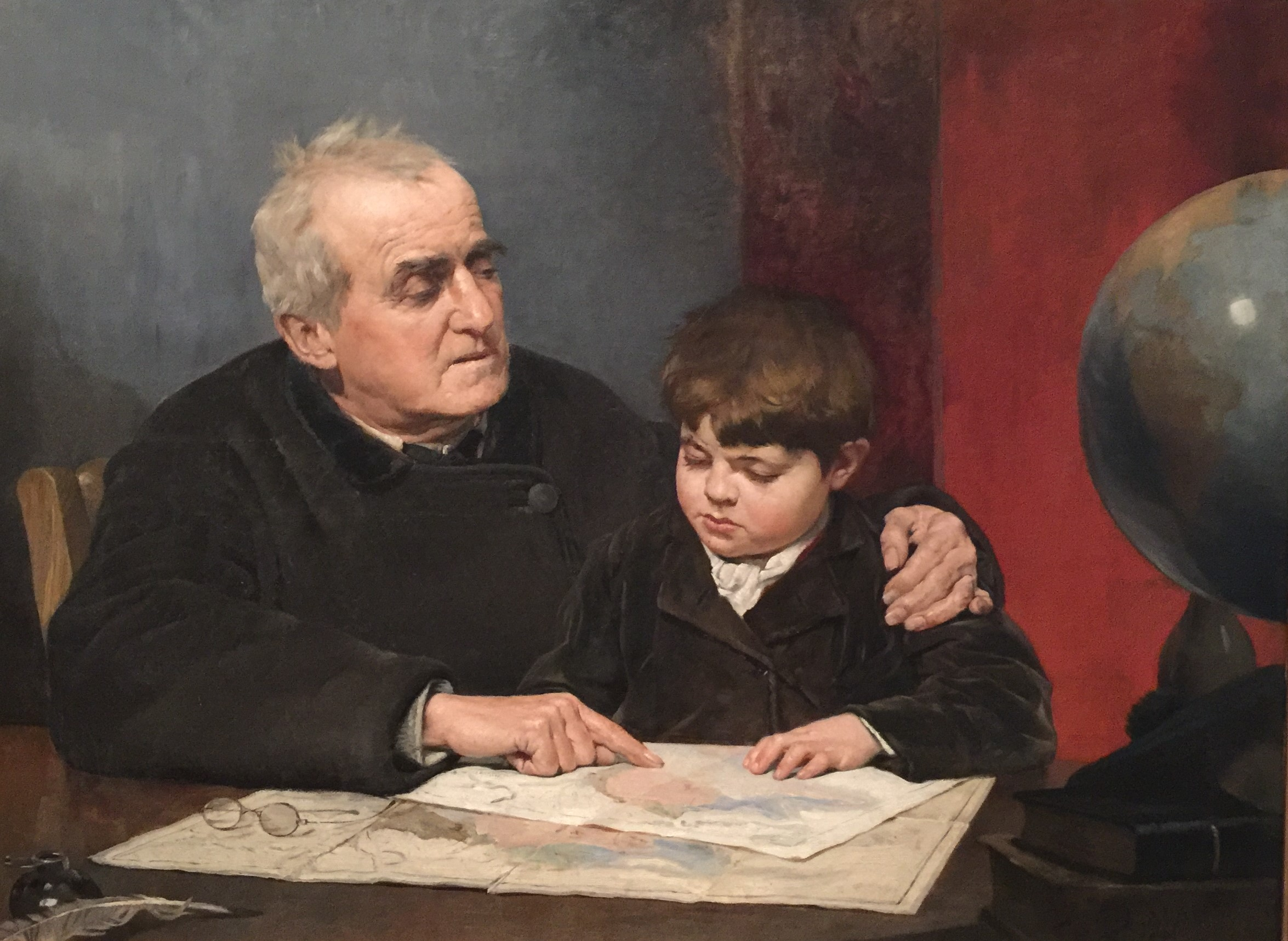
La lección de geografía.

En Europa, Valenzuela Puelma continuó sus estudios e ingresó en la Escuela de Bellas Artes pero poco después la abandonó y decidió ponerse en manos del pintor Jean-Joseph Benjamin-Constant. Su maestro inculcó en Valenzuela Puelma el gusto por la pintura oriental y la pincelada precisa y detallada. Antes de volver a Chile en 1885, aprovechó de visitar museos en Europa, donde vio obras de pintores como Tiziano, Murillo, Rembrandt y Velázquez. Paralelamente, enviaba cada año, cuadros al gobierno chileno como parte del acuerdo por la beca que recibía. El primero que mandó fue una copia La segadora, de Jules Breton, en 1882 (hoy está en el Museo Municipal de Bellas Artes de Valparaíso); le siguió al año siguiente uno de sus lienzos más populares, La Lección de Geografía.
Tras cuatro años en Francia, adelantó su regreso a Chile, debido a una enfermedad que lo aquejaba. Con la fama cobrada en Francia gracias a Náyade cerca del agua, óleo expuesto en el Salón de París, Valenzuela Puelma esperaba un gran recibimiento, según Ana Francisca Allamand. Sin embargo, uno de los cuadros que trajo, La perla del mercader (que había titulado en francés como Marchand d'esclaves), provocó diversas críticas en Chile. 

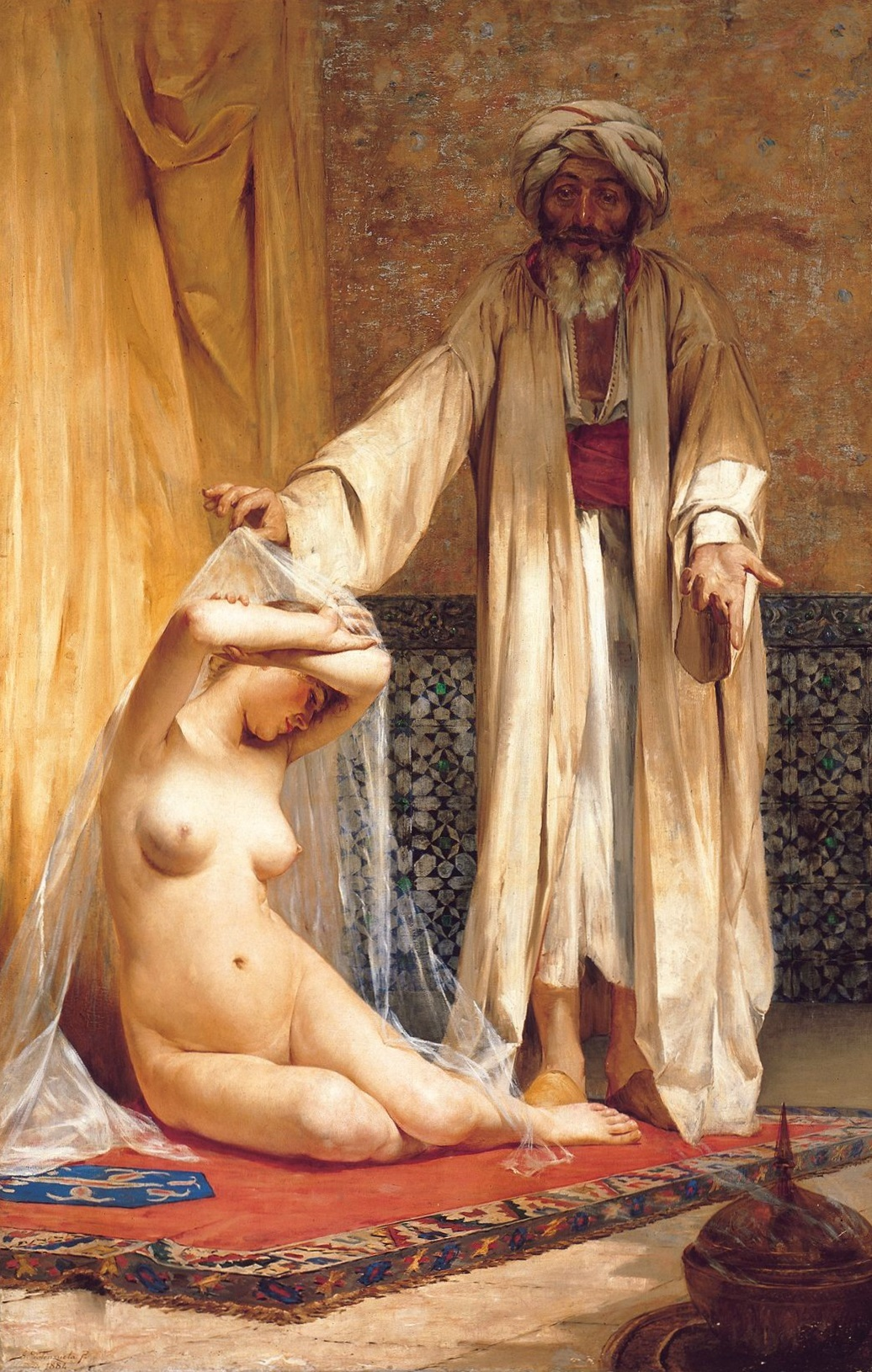
La perla del mercader (1884, Museo Nacional de Bellas Artes). Una de las fascinaciones de Puelma fue el mundo oriental y sus tierras exóticas. Este lienzo, donde puede apreciarse el romanticismo orientalista, lo demuestra.

Las críticas no se referían a la calidad del cuadro, sino a su temática, considerada poco decorosa; Valenzuela Puelma fue pionero del desnudo en Chile, en una época en que la sociedad de la país era muy conservadora. El pintor se sintió dolido por los ataques que recibió su obra. A partir de ese momento el entorno chileno fue cada vez más duro con él.
En Chile trabajó junto al pintor Pedro Lira durante algún tiempo; sin embargo, la pobreza y la locura que lo aquejaban lo hacían intratable. La rivalidad artística entre ambos duraría toda su vida; Valenzuela Puelma ya antes se había burlado de Lira, en las publicaciones del antiguo diario La Ley en las que firmaba con el seudónimo Pedrolera a modo de ridiculizar a su rival.

### Segundo viaje a Europa
Valenzuela Puelma pasó por un tiempo la sequía de encargos, pero gracias al apoyo del escritor Eusebio Lillo —autor entre otras obras, de la letra del himno nacional de Chile— consiguió una pensión de manos del entonces presidente Balmaceda. Gracias a ello el maestro pudo regresar a Europa, donde en 1889 pintó su segunda obra cumbre, La ninfa de las cerezas, que ganaría mención honrosa en el prestigioso salón parisino y una tercera medalla en Madrid, al año siguiente.

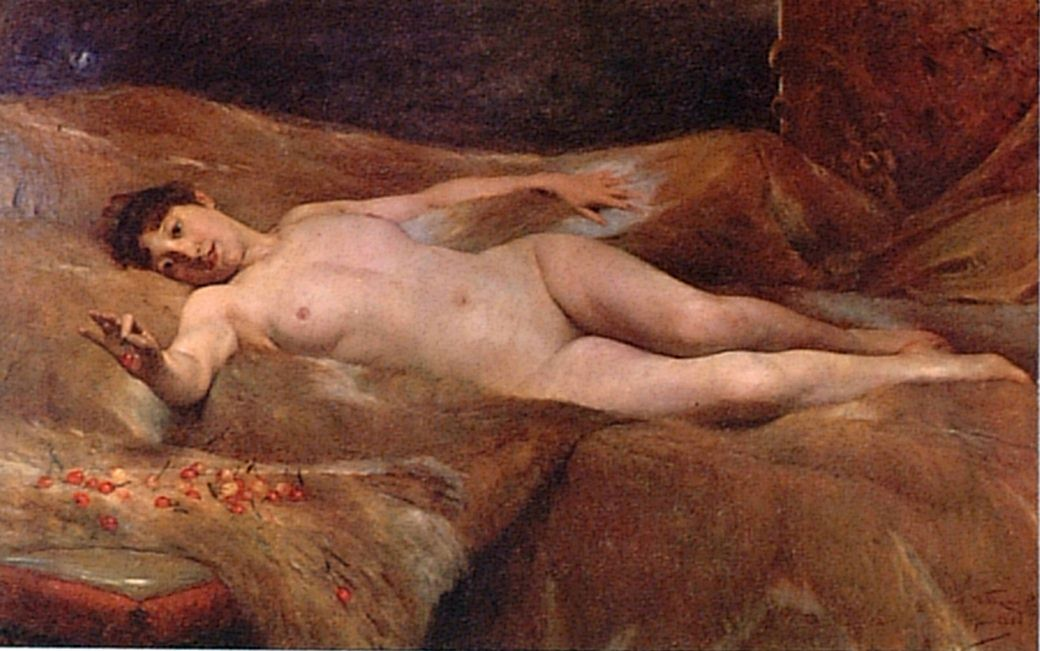
Ninfa de las cerezas (1889; Pinacoteca de la Universidad de Concepción), obra criticada en Chile argumentando la pose sugerente de la mujer, aunque el óleo ya había sido elogiado en Europa.

Al llegar a Europa toma clases con Jean-Paul Laurens pero, tras una altercado, es expulsado de su taller y se dedica entonces a las reproducciones y la pintura de interiores. 

"...Con esta obra participó en 1890 del Salón de Madrid, causando admiración entre los pintores españoles, quienes estaban tan sorprendidos con su talento que ofrecieron una cena en su honor,(...). La misma reina estuvo dispuesta a adquirir el cuadro presentado en el Salón, a lo que Valezuela Puelma se negó porque estaba obsesionado con la idea de que esta obra que tantos éxitos le había valido en el extranjero quedaría en Chile, para que las futuras generaciones reconocieran su arte...."
Ana Francisca Allamand

De vuelta en Chile, recibió en 1892 el premio Marcos Maturana. Posteriormente, Valenzuela Puelma se perfeccionó en el retrato, el paisaje y su especialidad, el desnudo; pero fue el primero su fuente principal de recursos. 
Durante su estadía en París, el escritor Augusto d'Halmar compartió con el pintor, notando los problemas económicos y psicológicos que sufría: 

"Yo coincidí con él en ese amable e inolvidable París de 1908 y me di cuenta que la razón del artista iba zozobrando y que no tardaría en anegarle la locura [...] Al propio tiempo no logró disimularme su miseria, y hasta me percaté de que para reposarse no tenía sino un montón de periódicos".

Valenzuela Puelma murió el 27 de octubre de 1909 en un hospital psiquiátrico de Villejuif. Aunque su funeral se realizó en Francia, sus restos fueron repatriados y homenajeados en el Museo Nacional de Bellas Artes.

## Legado
Aunque en Chile fue criticado por sus desnudos, recibió premios importantes como los del Salón Oficial de Santiago (primera medalla en 1877; primera y segunda medalla en 1878) o la primera medalla en la Exposición Municipal de Valparaíso en 1896, entre otros. Mientras tanto, en Europa obtuvo incluso mayores reconocimientos que los de su país natal.
Recuerda del pintor el historiador de arte Ricardo Bindis que:

"Su habilidad manual no tiene competidores en la pintura chilena, ya sea por la sedosa y luminosa pincelada, como por el dibujo que sorprende por los escorzos logrados y la fluidez de la línea, que ejecutaba con naturalidad incomparable

Agrega a esto Ana Francisca Allamand:

"Las escenas de Valenzuela Puelma son equilibradas y cada objeto esta perfectamente situado, sin restar protagonismo a las figuras centrales. A pesar de ello, fue conocido que el artista se preocupaba de estos detalles tanto como de los personajes principales. Prueba de ello es la perfección de sus flores, libros y muebles

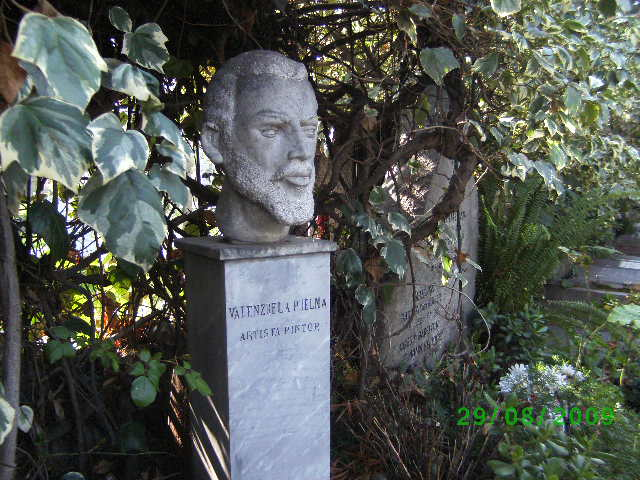
Estatua en el Cementerio General de Santiago.

El pintor se especializó en la figura humana y los retratos, siendo el primer chileno en realizar cuadros de desnudos, lo que le valió grandes elogios en el extranjero y duras críticas en el país. La principal influencia en su trabajo fueron las pinturas realistas de artistas españoles que vio durante su estadía en Francia. Su estilo se enmarca dentro de la corriente academicista.
Su trabajo no fue muy bien recibido en Chile, teniendo una mayor fama en países de Europa. Esta mala acogida en su país natal -donde recibió críticas de otros pintores e incluso de familiares- hicieron que fuese considerado como un artista incomprendido. Así y todo, sus trabajos influyeron en la llamada generación del 1913.
Entre sus obras destacan La ninfa de las cerezas, La perla del mercader, El niño del fez, Lección de geografía y Mi hijo Rafael.
Sus obras se exhiben en los museos más importantes de Chile tales el Nacional de Bellas Artes, el Histórico Nacional (ambos en Santiago); el O'Higginiano y de Bellas Artes de Talca; la Casa del Arte en Concepción; y en el Museo Municipal de Bellas Artes de Valparaíso, que fundó en 1893.

## Premios y distinciones

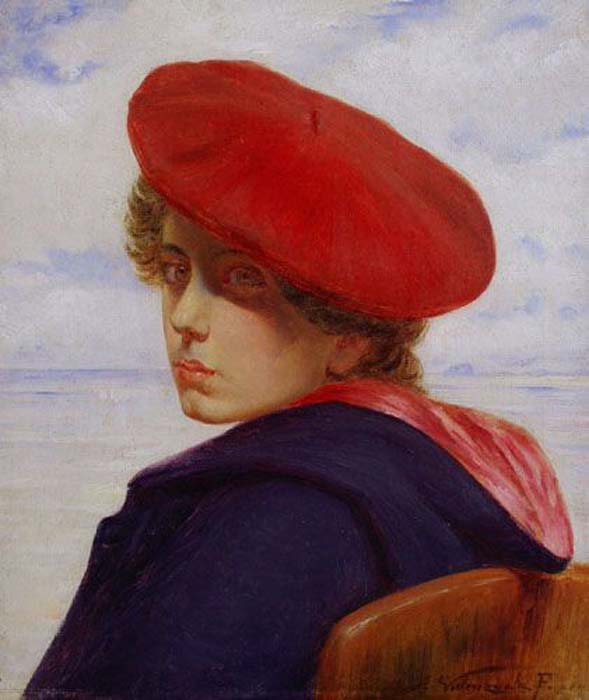
El pequeño almirante.

- 1877 - Primera Medalla, Salón Oficial, Santiago, Chile.
- 1878 - Primera y Segunda Medalla, Salón Oficial, Santiago, Chile.
- 1880 - Primera Medalla, Salón Oficial, Santiago, Chile.
- 1884 - Primera Medalla; Salón Oficial, Santiago, Chile.
- 1889 - Mención de Honor, Salón de París, Francia.
- 1890 - Tercera Medalla, Salón de Otoño, Madrid, España.
- 1892 - Certamen General Marcos Maturana, Salón Oficial, Santiago, Chile.
- 1892 - Premio Certamen Edwards, Salón Oficial, Santiago, Chile.
- 1896 - Primera Medalla, Exposición Municipal de Valparaíso, Chile.
- 1899 - Premio Certamen Edwards, Salón Oficial, Santiago, Chile.
- 1901 - Tercera Medalla, Exposición de Buffalo, Estados Unidos.
- 1903 - Certamen Edwards, Salón Oficial, Santiago, Chile.
- 1929 - Tercera Medalla, Exposición Iberoamericana de Sevilla, España.

## Obras

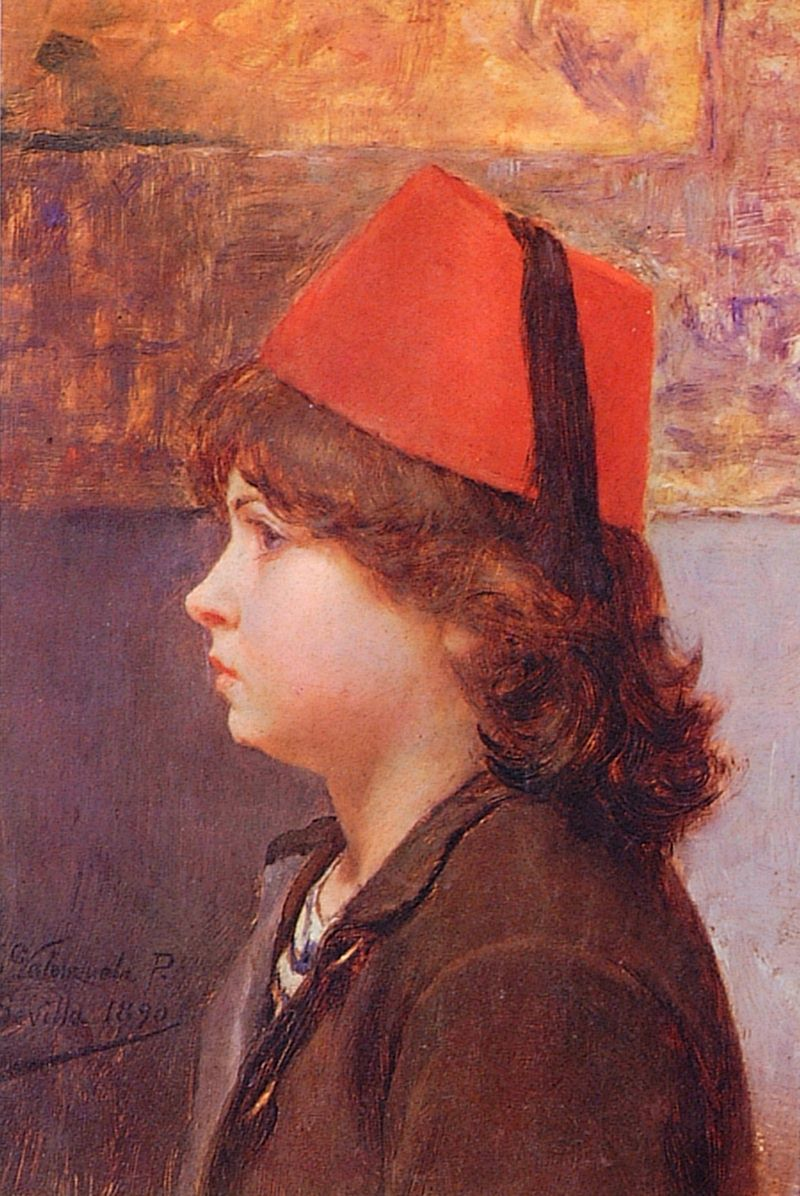
El niño del fez.
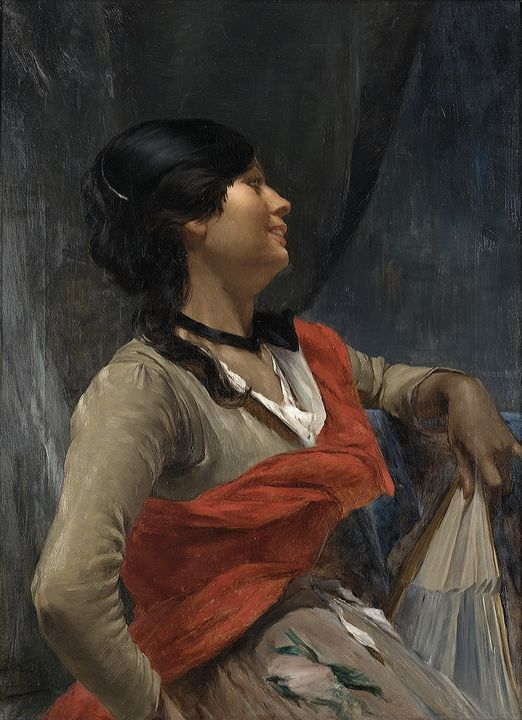
La sevillana.
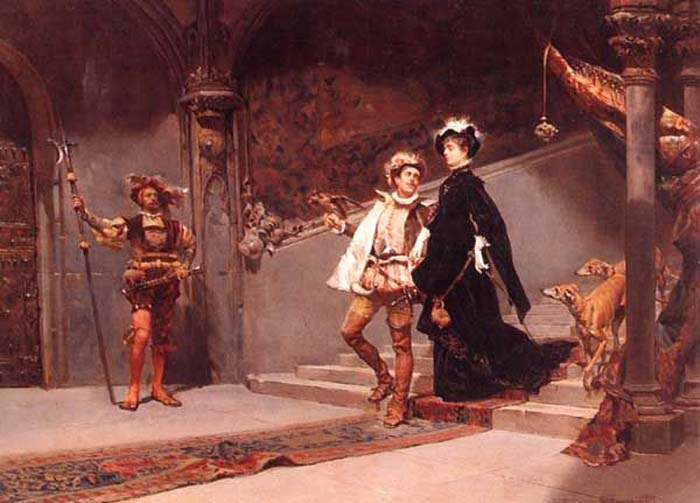
Saliendo de caza.
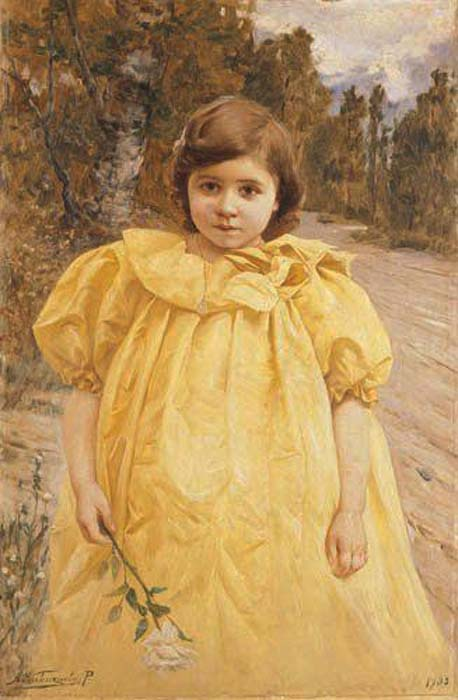
Niña con vestido amarillo.
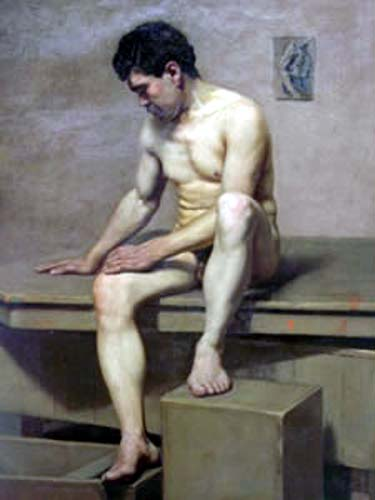
Desnudo masculino.
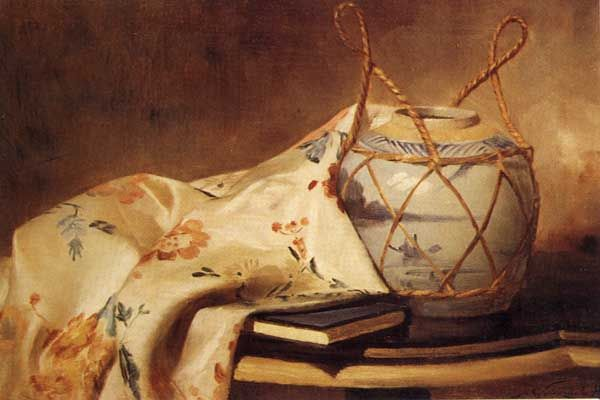
Jarrón y manta sevillana.
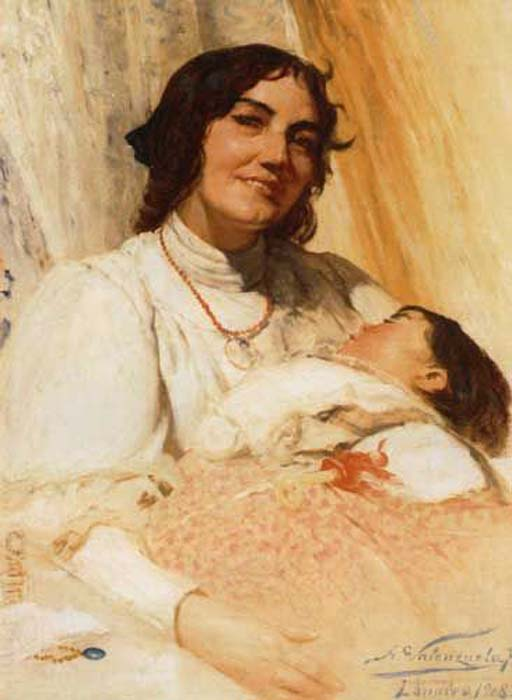
La mamá feliz.
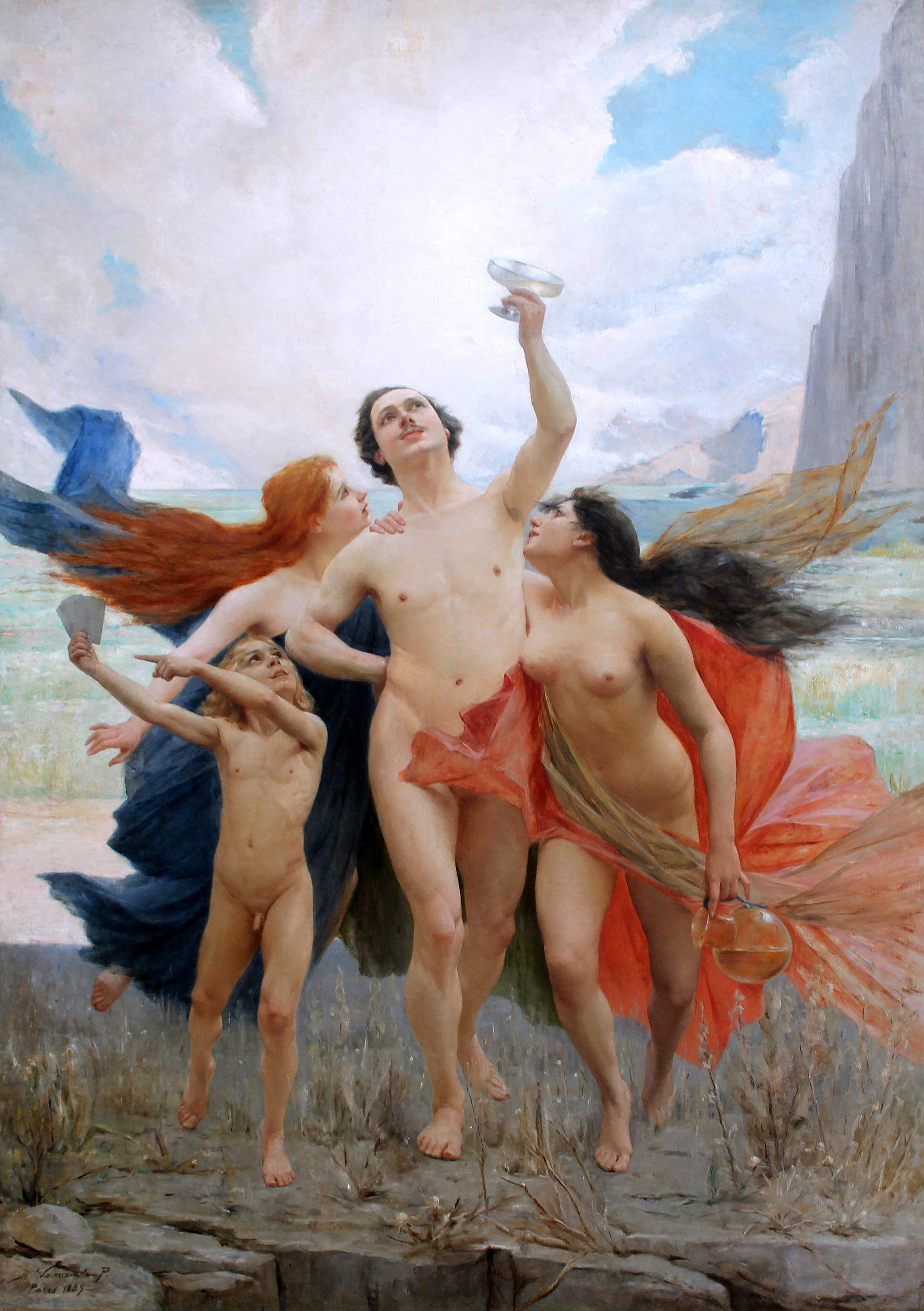
La juventud tentada por los vicios.
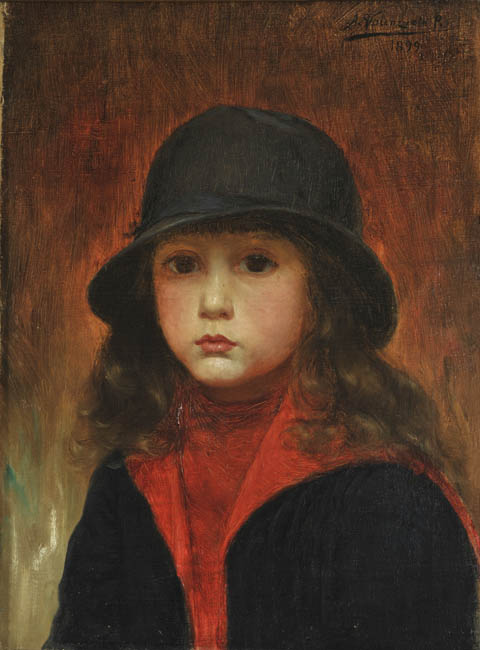
Mi hijo Rafael.